# Однокашники
«Однокашники» — радянський художній двосерійний телефільм 1978 року, знятий на кіностудії «Мосфільм». Екранізація повісті Йосипа Герасимова «Пуск».

## Сюжет
Сюжет фільму оповідає про введення в дію нового прокатного цеху на металургійному заводі. В основі сюжету — стосунки двох товаришів по навчанню в інституті — керівного працівника міністерства, який приїхав на пуск стана, і директора заводу.

## У ролях
- Владислав Дворжецький — Микола Васильович Лобанов
- Лев Дуров — Антон Петрович Шергов, директор заводу
- Ірина Мірошниченко — Наталія Латишева, заступник начальника цеху
- Володимир Заманський — Степан Гаврилович Єльцов, начальник колісно-прокатного цеху
- Людмила Целіковська — Софія Анатоліївна Поповська, вдова професора Поповського
- Галина Польських — Надя, дружина Шергова
- Елеонора Шашкова — Марія Лобанова, дружина Лобанова, юнацька любов Шергова
- Ірина Печерникова — Тоня, коханка Лобанова
- Вадим Спиридонов — Андрій Різодєєв, інженер-наладчик електронного обладнання заводу
- Олексій Булатов — Павло Латишев, чоловік Наташі, інженер-наладчик електронного обладнання заводу
- Павло Панков — Павло Петрович Єжов, керуючий Будтресту
- Данило Сагал — Михайло Федорович, начальник Лобанова
- Михайло Заонєгін — Максимович
- Вадим Грачов — працівник міністерства
- Вадим Вільський — працівник заводу
- Олег Казанчеєв — Митя, син Лобанова
- Микола Дьомін — робітник
- Любов Калюжна — тітка Маша, консьєржка
- Олексій Преснецов — працівник міністерства
- Володимир Суворов — Клімов
- Михайло Чигарьов — Кутєпов, інженер, складальник-монтажник обладнання
- Володимир Ткалич — Віталій Сергійович
- Віктор Шульгін — працівник заводу
- Віктор Чеботарьов — Віктор, син Єльцова
- Світлана Швайко — Лідія Георгіївна, секретар Лобанова
- Аркадій Маркін — син Шергова
- Олег Царьков — син Шергова
- Станіслав Житарьов — працівник заводу
- Вадим Вильський — працівник заводу
- Євген Жуков — епізод
- Геннадій Морозов — епізод

## Знімальна група
- Режисер — Валерій Кремньов
- Сценарист — Йосип Герасимов
- Оператор — Микола Олоновський
- Композитор — Андрій Ешпай
- Художник — Валерій Філіппов